# Sindhowie
Sindhowie – naród żyjący w Pakistanie (prowincja Sindh) i w Indiach (obszary Radżastanu graniczące z Pakistanem). Populacja w Pakistanie ok. 13,5 mln; w Indiach ok. 2,3 mln. Mówią językiem sindhi z grupy nowoindyjskich. Wyznają islam sunnicki (Pakistan) i hinduizm (Indie). Ich głównymi zajęciami są rolnictwo i hodowla. Przedstawicielki tego narodu to m.in. Benazir Bhutto, premier Pakistanu, i indyjskie aktorki filmowe Amisha Patel i Kareena Kapoor.